# 歐力士租車
歐力士小客車租賃股份有限公司簡稱歐力士租車，係臺灣一家僑外資汽車租賃公司，創設於1998年4月15日，其母公司為日本歐力士（日语：オリックス株式会社）。
2007年3月28日該公司與臺灣另一本土租車公司「小馬租車」結盟，企圖趕上和運租車、格上租車，形成臺灣汽車租賃界的第三勢力。

## 公司沿革
- 1998年：日本歐力士（日语：オリックス株式会社）在臺灣成立歐力士小客車租賃股份有限公司，為首家取得甲種小客車租賃營業執照的外商公司。
- 2005年：為滿足客戶的租賃需求，成立臺灣歐力士資產管理股份有限公司。
- 2006年：成立歐力士保險代理人股份有限公司。
- 2007年：與本土業者「小馬租車」結盟，以抗衡和運租車與格上租車。

## 關係企業
- 臺灣歐力士股份有限公司
- 臺灣歐力士資產管理股份有限公司
- 歐力士保險代理人股份有限公司
- 歐力士人身保險代理人股份有限公司
- 歐力士機電股份有限公司
- 歐力士實業股份有限公司

## 內部連結
- 歐力士汽車
- 歐力士野牛：母公司歐力士經營之日本職棒太平洋聯盟球隊。

## 外部連結
- 臺灣官方網站 （页面存档备份，存于）
- （日語）日本官方網站 （页面存档备份，存于）